# Cypha discoidea
Cypha discoidea är en skalbaggsart som först beskrevs av Wilhelm Ferdinand Erichson 1839.  Cypha discoidea ingår i släktet Cypha, och familjen kortvingar. Arten är reproducerande i Sverige.